# Christoph Mauch
Christoph Mauch (* 29. März 1971 in Sempach) ist ein ehemaliger Schweizer Triathlet und zweifacher Ironman-Sieger (2001 und 2005). Er wird in der Bestenliste Schweizer Triathleten auf der Ironman-Distanz geführt.

## Werdegang
Christoph Mauch nahm 1987 in Altenrhein an seinem ersten Triathlon teil.

1995 und 1998 wurde er Schweizermeister auf der Triathlon-Kurzdistanz (1,5 km Schwimmen, 40 km Radfahren und 10 km Laufen).
1994 wurde er Vize-Europameister auf der Mitteldistanz. Seine größten Erfolge erzielte er mit je einem vierten Platz beim Ironman Hawaii (Ironman World Championships) in den Jahren 1998 und 1999 sowie mit dem sechsten Rang 2002 bei der ITU-Langdistanz-Weltmeisterschaft.

2002 wurde er auch Vize-Europameister Winter-Triathlon.
Seit 2009 tritt er nicht mehr international in Erscheinung.
Im März 2014 wurde er Sportdirektor beim nationalen Triathlonverband Swiss Triathlon. Er verliess den Verband wieder auf eigenen Wunsch im Anschluss an die Olympischen Spiele von Rio de Janeiro auf Ende Oktober 2016.

Christoph Mauch ist als Lehrer für das Grundlagen- und das Schwerpunktfachmathematik  an der Kantonsschule Beromünster tätig. Seit 2019 tritt Mauch nicht mehr international in Erscheinung.

## Sportliche Erfolge
| Datum/Jahr    | Rang | Wettbewerb                                           | Austragungsort  | Zeit     | Bemerkung                                                                  |
| ------------- | ---- | ---------------------------------------------------- | --------------- | -------- | -------------------------------------------------------------------------- |
| 7. Juni 2009  | 17   | Ironman 70.3 Switzerland                             | Rapperswil-Jona |          |                                                                            |
| 24. Juni 2007 | 2    | Ironman 70.3 Switzerland                             | Rapperswil-Jona |          |                                                                            |
| 6. Mai 2006   | 2    | Volcano Triathlon                                    | Lanzarote       | 02:05:39 | 1,5 km Schwimmen, 40 km Radfahren und 10 km Laufen                         |
| 8. Mai 2004   | 1    | Volcano Triathlon                                    | Lanzarote       | 02:01:17 | Christoph Mauch erreicht auf Lanzarote seinen vierten Sieg.                |
| 3. Mai 2003   | 5    | Volcano Triathlon                                    | Lanzarote       | 02:01:34 | hinter Rasmus Henning                                                      |
| 11. Mai 2002  | 1    | Volcano Triathlon                                    | Lanzarote       | 01:59:31 | [ 7 ]                                                                      |
| 12. Mai 2001  | 1    | Volcano Triathlon                                    | Lanzarote       | 01:59:11 | [ 8 ]                                                                      |
| Mai 2000      | 1    | Volcano Triathlon                                    | Lanzarote       |          |                                                                            |
| 2000          | 3    | Züri Triathlon                                       | Zürich          | 01:58.30 |                                                                            |
| 2. Aug. 1997  | 3    | Alpen-Triathlon                                      | Schliersee      | 02:05:44 |                                                                            |
| 1994          | 2    | Kitzbühel Triathlon                                  | Kitzbühel       |          | Christoph Mauch erreichte vor Wolfgang Dittrich in Tirol den zweiten Rang. |
| 1994          | 2    | ETU Middle Distance Triathlon European Championships | Novo mesto      | 03:50:37 | 2,5 km Schwimmen, 80 km Radfahren und 20 km Laufen                         |
| 1993          | 1    | Uster Triathlon                                      | Uster           |          | Kurzdistanz                                                                |

| Datum/Jahr    | Rang | Wettbewerb                                      | Austragungsort   | Zeit     | Bemerkung |
| ------------- | ---- | ----------------------------------------------- | ---------------- | -------- | --- |
| 17. Juli 2005 | 1    | Ironman Switzerland                             | Zürich           | 08:21:50 | |
| 25. Juli 2004 | 3    | Ironman Switzerland                             | Zürich           |          | |
| 27. Juli 2003 | 3    | Ironman Switzerland                             | Zürich           |          | |
| 22. Sep. 2002 | 6    | ITU Long Distance Triathlon World Championships | Nizza            | 06:25:48 | Die WM auf der Langdistanz wurde 2002 im Rahmen des Triathlon International de Nice an der Côte d’Azur ausgetragen.                                            |
| 21. Juli 2002 | 2    | Ironman Switzerland                             | Zürich           |          | Zweiter Rang hinter seinem Landsmann Olivier Bernhard |
| 6. Okt. 2001  | 10   | Ironman Hawaii                                  | Hawaii           |          | |
| 5. Aug. 2001  | 2    | Ironman Switzerland                             | Zürich           |          | |
| 26. Mai 2001  | 1    | Ironman Lanzarote                               | Playa del Carmen | 09:01:32 | erster Sieg bei einem Ironman |
| 23. Okt. 1999 | 4    | Ironman Hawaii                                  | Hawaii           |          | Bislang schaffte in Hawaii neben Natascha Badmann und Caroline Steffen bei den Frauen noch kein Schweizer Athlet den Sprung aufs Treppchen (Stand: Juni 2012). |
| 26. Sep. 1999 | 1    | Triathlon International de Nice                 | Nizza            |          | |
| 1. Okt. 1998  | 4    | Ironman Hawaii                                  | Hawaii           |          | |

| Datum/Jahr   | Rang | Wettbewerb        | Austragungsort | Zeit     | Bemerkung |
| ------------ | ---- | ----------------- | -------------- | -------- | --- |
| 7. Sep. 2008 | 2    | Powerman Zofingen | Zofingen       | 02:15:08 | zweiter Rang beim Duathlon über die Kurzdistanz (Erster Lauf 10 km, Radstrecke 50 km, Zweiter Lauf 5 km) hinter David Senn |

| Datum/Jahr | Rang | Wettbewerb                                  | Austragungsort | Zeit     | Bemerkung                           |
| ---------- | ---- | ------------------------------------------- | -------------- | -------- | ----------------------------------- |
| 2002       | 2    | ETU Winter Triathlon European Championships | Achensee       | 01:48:50 | Vize-Europameister Winter-Triathlon |

(DNF – Did not finish)